# Денсмор, Джон
Джон Пол Денсмор (англ. John Paul Densmore; 1 декабря 1944, Лос-Анджелес, США) — американский музыкант, автор песен. Известен как барабанщик группы The Doors.

## Биография
Джон Денсмор был с 1965 по 1973 год барабанщиком знаменитой группы The Doors. В 1973 году Денсмор вместе с Робби Кригером создали музыкальную группу Butts Band. Выпустив два альбома группа прекратила существование.
С начала 1980-х годов играл в театре, снимался в кинофильмах (в том числе в фильме The Doors реж. Оливера Стоуна) и появлялся в разных телешоу.
Денсмор и Моррисон — единственные участники группы The Doors, которые не разрешали использование песен группы в коммерческой рекламе, налагая своё вето. Он также не участвовал в реинкарнации группы под названием The Doors of the 21st Century (рус. Дорз XXI века), и даже судился с бывшими коллегами по группе Рэем Манзареком и Робби Кригером, пытаясь предотвратить использование ими названия группы. В судебном разбирательстве на сторону Денсмора встали также родственники Джима Моррисона и его подруги Памелы.